# البهائية في زيمبابوي
في الفترة بين عامي 1916 و1917، كتب عبد البهاء، الذي كان آنذاك رئيس الديانة البهائية، سلسلة من الرسائل لأتباع الدين يحثهم فيها على نشر الدين في مناطق من إفريقيا. وقد جُمعت هذه الرسائل لاحقًا في كتاب بعنوان ألواح الخطة الإلهية. في عام 1929، أصبح شوقي أفندي، ولي أمر البهائية آنذاك، أول بهائي يزور المنطقة. في عام 1953، استقر عدد من البهائيين فيما كان يُعرف آنذاك بـروديسيا الجنوبية كرواد تبليغ. وبالتزامن مع اعتناق السكان المحليين للدين عام 1955، تم تشكيل أول محفل روحاني محلي في هراري (التي كانت تُعرف حينها باسم سالزبوري). بحلول نهاية عام 1963، كان هناك تسعة محافل محلية إلى جانب مجموعات أصغر وأفراد معزولين. ورغم أن البلاد كانت لا تزال مستعمرة بريطانية، فقد أسس البهائيون محفل روحاني وطني مستقل في عام 1964.
وبينما أعلنت روديسيا استقلالها عام 1965، إلا أن التطورات السياسية اللاحقة والحروب غيّرت وضع البلاد، وأُعيد تشكيل المحفل الوطني عام 1970 وظل قائمًا منذ ذلك الحين. ثم استعادت زيمبابوي استقلالها رسميًا عام 1980. وبحلول عام 2003، أي الذكرى الخمسين لوصول الدين البهائي إلى زيمبابوي، أُقيمت فعاليات على مدار عام كامل في مختلف أنحاء البلاد، واختُتمت بمؤتمر ضم بهائيين من جميع محافظات زيمبابوي وتسع دول أخرى. في هذا العام، كان هناك 43 محفل روحاني محلي في البلاد.

## المرحلة المبكرة
في سلسلة من الرسائل، أو "ألواح"، وجهها عبد البهاء إلى أتباع الدين في الولايات المتحدة وكندا بين عامي 1916 و1917، طلب منهم نشر الدين البهائي في مناطق من إفريقيا؛ وقد جُمعت هذه الرسائل لاحقًا في كتاب بعنوان ألواح الخطة الإلهية. تأخرت طباعتها حتى عام 1919، حيث نُشرت في مجلة نجمة الغرب في 12 ديسمبر من ذلك العام بعد انتهاء الحرب العالمية الأولى والإنفلونزا الإسبانية.
في عام 1929، كان شوقي أفندي، ولي أمر الدين حينها، أول بهائي يزور المنطقة. ثم عاد في الفترة 1940–1941 مع زوجته روحیة خانم، وقاموا بزيارة شلالات فيكتوريا، ماتوبوس، وبولاوايو.
في أوائل عام 1953، حاول عزة الله زهرائي من إيران الاستقرار في روديسيا الجنوبية، لكن تم رفض طلب إقامته. إلى جانبه، جاء كلير غانغ، عين الدين وطاهرة علائي (بعضهم من المملكة المتحدة)، والدكتور كينيث وروبرتا كريستيان من الولايات المتحدة. وقد اعتُبر كل واحد منهم من فرسان بهاء الله في روديسيا الجنوبية.
تلقى هؤلاء الرواد تعليمات واضحة من ولي أمر الله بالتركيز على نشر الدين بين السكان الأصليين وليس بين المستوطنين. وقد تعرف آل كريستيان على سيلفيا و"سو" (سلفاتور) بيناتار، وهما من اليهود السفارديم، وقد اعتنقا الدين لاحقًا بعد مغادرة آل كريستيان عندما التقيا بالرائدين اللاحقين لاري وكارول هاوتز. لاحقًا أدت السيدة بيناتار عروضًا مع نورمان بيلي.
أسس آل هاوتز نُزلًا، ومحطة خدمات، ومزرعة ثعابين لاستخلاص السم على طريق بولاوايو خارج هراري. كانت المدرسة في البداية مخصصة لأبناء العاملين (20 طفلًا من السكان الأصليين)، لكنها توسعت لتضم 400 طالب في نهاية المطاف.
أول شخص من السكان الأصليين اعتنق الدين كان مورتون ندوفي في يناير 1955، وسرعان ما أصبح رائدًا إلى ملاوي ثم نياسالاند. تبعه عدد من السكان المحليين، وفي أبريل من نفس العام تأسس أول محفل روحاني محلي في هراري (التي كانت تُعرف آنذاك باسم سالزبوري). في عام 1956، أُدرجت المنطقة ضمن محفل روحاني وطني إقليمي لجنوب غرب أفريقيا.
أما أول امرأة أفريقية اعتنقت الدين البهائي في زيمبابوي فكانت مابيل تشيبوسي، وذلك في عام 1957. وقد لوحظ أن النمو الواسع للدين في منطقة أفريقيا جنوب الصحراء بدأ في خمسينيات القرن العشرين وامتد خلال الستينيات.
وبحلول نهاية عام 1963، وُجدت عدة تجمعات بهائية، منها تسعة محافل روحانية محلية:
| المحافل المحلية | بولاوايو | فيلابوسي | غرينديل       | هايفيلدز   | موندورو | مريوا        | سالزبوري (حاليًا هراري) | نُزل سالزبوري | ووترفولز |
| المجموعات       | بانغيرا  | شيروندو  | قرية فيلابوسي | غواندا     | غويلو   | هاتفيلد      | نورتون                 | روسابي       | أومتالي  |
| أفراد معزولون   | بيتبريدج | كروبورو  | غاتووما       | مارانديلاس | وانكي   | ويست نيكلسون |                        |              |          |

## النمو
عاش يد أمر الله جون روبارتس مع عائلته في بولاوايو من عام 1957 حتى عام 1967. وعلى الرغم من أن البلاد كانت لا تزال مستعمرة تابعة للمملكة المتحدة، فقد نظم البهائيون محفل روحاني وطني مستقل في عام 1964، ومثّل يد أمر الله عناية الله أولينغا البيت الأعظم للعدل في أول مؤتمر وطني. في عام 1965، أعلنت روديسيا الاستقلال من طرف واحد، ولكن تغيرت الأوضاع السياسية وتواصلت الحروب حتى أُعيد تشكيل المحفل الوطني عام 1970، ولا يزال يعمل منذ ذلك الحين.
في أكتوبر 1979، شارك نحو 60 من أتباع الدين من تسع مجتمعات في ماتابيليلاند في أول مؤتمر إقليمي عُقد في بولاوايو. وفي أبريل 1980، حضر أكثر من 50 شخصًا مدرسة صيفية لمدة أربعة أيام في المركز الوطني في سالزبوري. حصلت زيمبابوي على استقلالها في نفس العام.
في عام 1983، حضر المؤتمر الوطني 67 مندوبًا. وفي عام 1985، تم انتخاب 182 محفلًا روحانيًا محليًا، وشاركت نحو 100 امرأة في مؤتمر وطني للنساء البهائيات.قدّر البهائيون عدد أتباع الدين في زيمبابوي عام 1985 بحوالي 20,000، وهو ما يمثل زيادة بمقدار 20 ضعفًا مقارنة بعام 1971.
منذ نشأته، شارك المجتمع البهائي في مشاريع التنمية الاجتماعية والاقتصادية، بدءًا من تعزيز حقوق المرأة، وترويج التعليم للفتيات كمجال ذي أولوية، إلى إنشاء مدارس وتعاونيات زراعية وعيادات صحية. دخل الدين مرحلة جديدة من النشاط مع صدور رسالة من البيت الأعظم للعدل بتاريخ 20 أكتوبر 1983، حيث شجعت البهائيين على المشاركة في تنمية مجتمعاتهم بما يتوافق مع التعاليم البهائية. على الصعيد العالمي، كان هناك 129 مشروعًا معترفًا به للتنمية البهائية عام 1979، وارتفع العدد إلى 1482 بحلول عام 1987. في عام 1984، بدأ مشروع لمحو الأمية بإدارة محلية كاملة. وفي عام 1986، استضاف البهائيون في زيمبابوي مؤتمرًا حول تعليم الأطفال، بحضور متحدثين من وزارات حكومية ومنظمة اليونيسيف، وتغطيته من خلال الإذاعة.
وبحلول عام 1988، أُقيمت برامج تدريب للمعلمين، وبرامج لمحو الأمية والتعليم قبل المدرسي في زيمبابوي. وفي نوفمبر من نفس العام، عُقد مؤتمر وطني للنساء حضره 71 بهائيًا. في عام 1989، سافر خبير بهائي ورجل أعمال متخصص في استخدام التقنيات المناسبة من سوازيلاند عبر ست دول في جنوب وشرق إفريقيا، بما فيها زيمبابوي، لتدريب السكان المحليين على تصنيع آلات لصنع الأسوار وتقنيات أخرى في البناء والزراعة والمياه. نظمت المحافل الوطنية الروحانية في كل من هذه الدول دورات تدريبية استمرت 10 أيام.
أقيمت في عام 1994 فعاليتان فنيتان رئيسيتان في زيمبابوي بين البهائيين. الأولى كانت مؤتمرًا وطنيًا للموسيقى والمسرح في أغسطس في مهوندورو بمشاركة حوالي 200 شخص، وفاز فريق المسرح من مريوا وجوقة أطفال إبوورث بجوائزهم. أما الحدث الثاني، فكان في ديسمبر، وجمع مشاركين من 30 دولة في المدرسة الصيفية الدولية البهائية ومهرجان الموسيقى والمسرح في زيمبابوي. في مسابقة الموسيقى، فازت فرقة "صوت الشباب" من بولاوايو بالمركز الأول، وجوقة مريوا بالمركز الثاني، وجوقة إبوورث بالمركز الثالث.

## المجتمع الحديث
بعد مؤتمرات إقليمية صغيرة في جميع أنحاء البلاد، اجتمع البهائيون من جميع محافظات زيمبابوي وتسع دول في احتفالات الذكرى الخمسين للدين البهائي في زيمبابوي، والتي أُقيمت من 12 إلى 14 ديسمبر 2003. شملت الفعاليات عروضًا موسيقية لفرق مثل "إيستشا سوثاندو" من قبيلة ندبيلي، و"حروف الحي" من محافظة ماشونالاند الوسطى، وغيرهم. حضر نحو 80 بهائيًا من زيمبابوي، من بينهم أحد أعضاء المحفل الوطني لعام 2008، أول مؤتمر من أصل 41 مؤتمرًا دعا إليها البيت الأعظم للعدل في أكتوبر 2008، وعُقد المؤتمر الأول في زامبيا المجاورة بمشاركة بهائيين من ملاوي.

### الديموغرافيا
بحلول عام 2003، كان يعيش البهائيون في أكثر من 1600 منطقة حضرية وريفية في زيمبابوي، وكان هناك 43 محفل روحاني محلي. كما توجد مراكز بهائية في هراري، بولاوايو، تشينامورا، موبايرا، ومورِوا.

## روابط خارجية
- المجتمع البهائي في زيمبابوي – (نسخة مؤرشفة من الموقع الرسمي)